# ARMAT
Anti Radar Matra (ARMAT) – francuski pocisk przeciwradarowy, zmodernizowana wersja pocisku AS.37 MARTEL produkowana przez firmę Matra.
Modernizacja miała na celu zwiększenie zasięgu i precyzji naprowadzania. Dlatego liczbę silników startowych zwiększono z dwóch do czterech. Dodatkowo zwiększono impuls ciągu silnika marszowego. Pozwoliło to zwiększyć zasięg z 60 do 120 km. Precyzję trafienia zwiększono wyposażając pocisk w nowoczesny układ nawigacji bezwładnościowej i szerokopasmową głowicę samonaprowadzającą.
Pocisk ARMAT jest przenoszony przez samoloty Dassault Mirage 2000 Armée de l’air.

## Dane taktyczno-techniczne
- Masa: 550 kg
- Masa głowicy bojowej: 160 kg
- Długość: 4,15 m
- Średnica kadłuba: 0,40 m
- Rozpiętość: 1,20 m
- Prędkość: ?? km/h
- Zasięg: 120 km